# Vaadhoo (Kaafu-atol)
Vaadhoo is een van de onbewoonde eilanden van het Kaafu-atol behorende tot de Maldiven.